# Полукоксование
Полукоксование — способ переработки твёрдого топлива (каменного и бурого углей, сланцев, торфа) нагреванием без доступа воздуха до 500—550 °C (температура приблизительно вдвое ниже, чем при коксовании). При полукоксовании получают твёрдый горючий остаток — полукокс и летучие продукты. Полукокс используют как легко загорающееся бездымное твёрдое топливо в промышленности и быту.
Полукоксование бурых углей и торфа также называется швелеванием.
На основе полукокса разрабатываются однокомпонентные (самоспекающиеся) углеродные конструкционные материалы, по большинству характеристик превосходящие аналогичные двухкомпонентные (на основе коксa и пека).